# Kalksteen van Geleen
De Kalksteen van Geleen is een serie gesteentelagen in de ondergrond van het zuidwesten van het Nederlandse Zuid-Limburg. De Kalksteen van Geleen is onderdeel van de Formatie van Houthem en stamt uit het Paleoceen.
De kalksteen is vernoemd naar Geleen.

## Stratigrafie
Normaal gesproken ligt de Kalksteen van Geleen boven op de oudere Kalksteen van Bunde, ook onderdeel van de Formatie van Houthem. Tussen de kalksteenlagen Geleen en Bunde bevindt zich de Horizont van Geleen. Boven de kalksteenlaag van Geleen bevindt zich de Horizont van Lutterade.

## Kalksteen
De typelocatie van de Kalksteen van Geleen is de Schacht III van Staatsmijn Maurits in Geleen.